# Mönchsberg

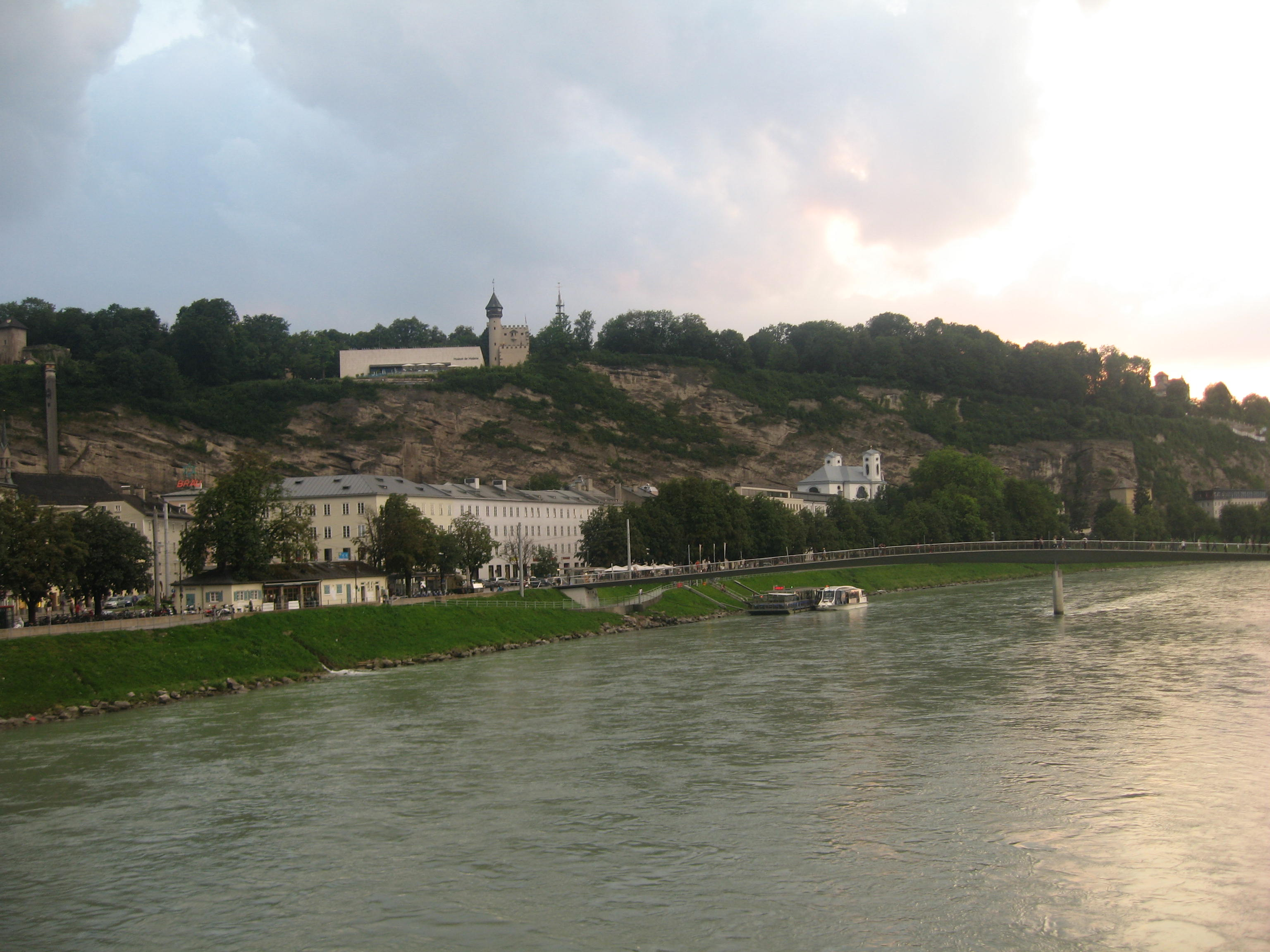
Vedere de pe malul râului Salzach

Mönchsberg este unul dintre cei cinci munți aflați în orașul Salzburg, landul Salzburg, Austria, și are o înălțime de 540 m deasupra nivelului mării. El este numit după călugării benedictini de la Abația Sf. Petru de la poalele versantului nord al muntelui.

## Geologie
Mönchsberg formează peisajul istoric al orașului Salzburg cu versantul său lung constând din conglomerate (Nagelfluh). Masivul este un râu solidificat din piatră spartă, depusă ca într-o deltă în marea interglaciară (Mindel-Riss), care nu au fost îndepărtate ulterior de către ghețarii protejați din calcarul muntelui adiacent Festungsberg și așa au rămas.
Apa ce curge prin munte produce găuri în stâncă și poate conduce la căderi de pietre și alunecări de versanți întregi: În dimineața zilei de 16 iulie 1669 tone de piatră au căzut de pe munte pe strada Gstättengasse aflată la poale, ucigând aproximativ 230 de cetățeni ce dormeau la acel moment și distrugând două biserici, un seminar și 13 case. De atunci există acolo un birou al unei Bergputzer (inspector montan), ocupat de alpiniști, care în mod regulat și din 1778 anual examinează rocile moi și starea suprafeței mintane. Astfel, un nou dezastru ar putea fi prevenit.

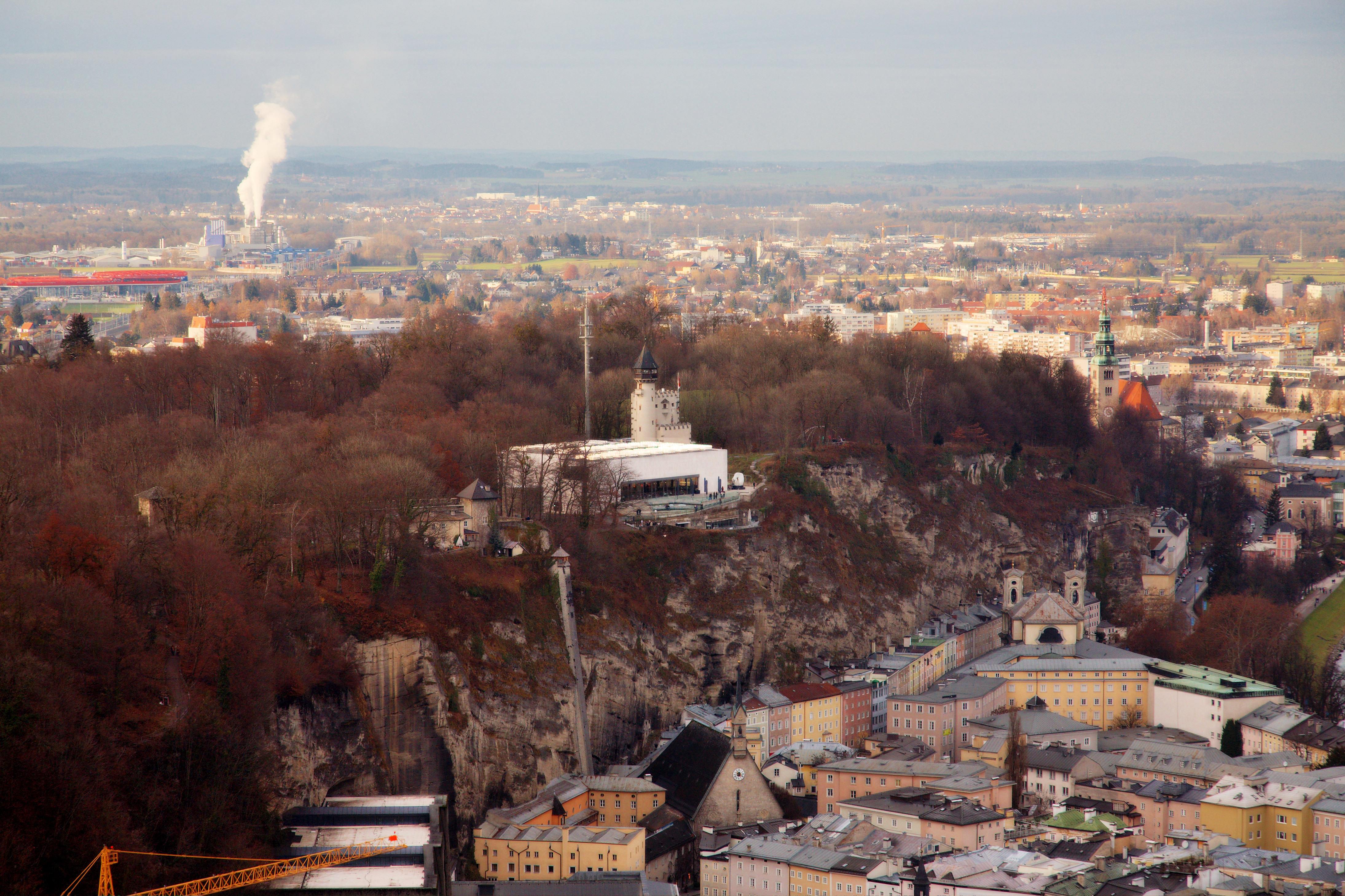
Vedere din Castelul Hohensalzburg

## Istoric

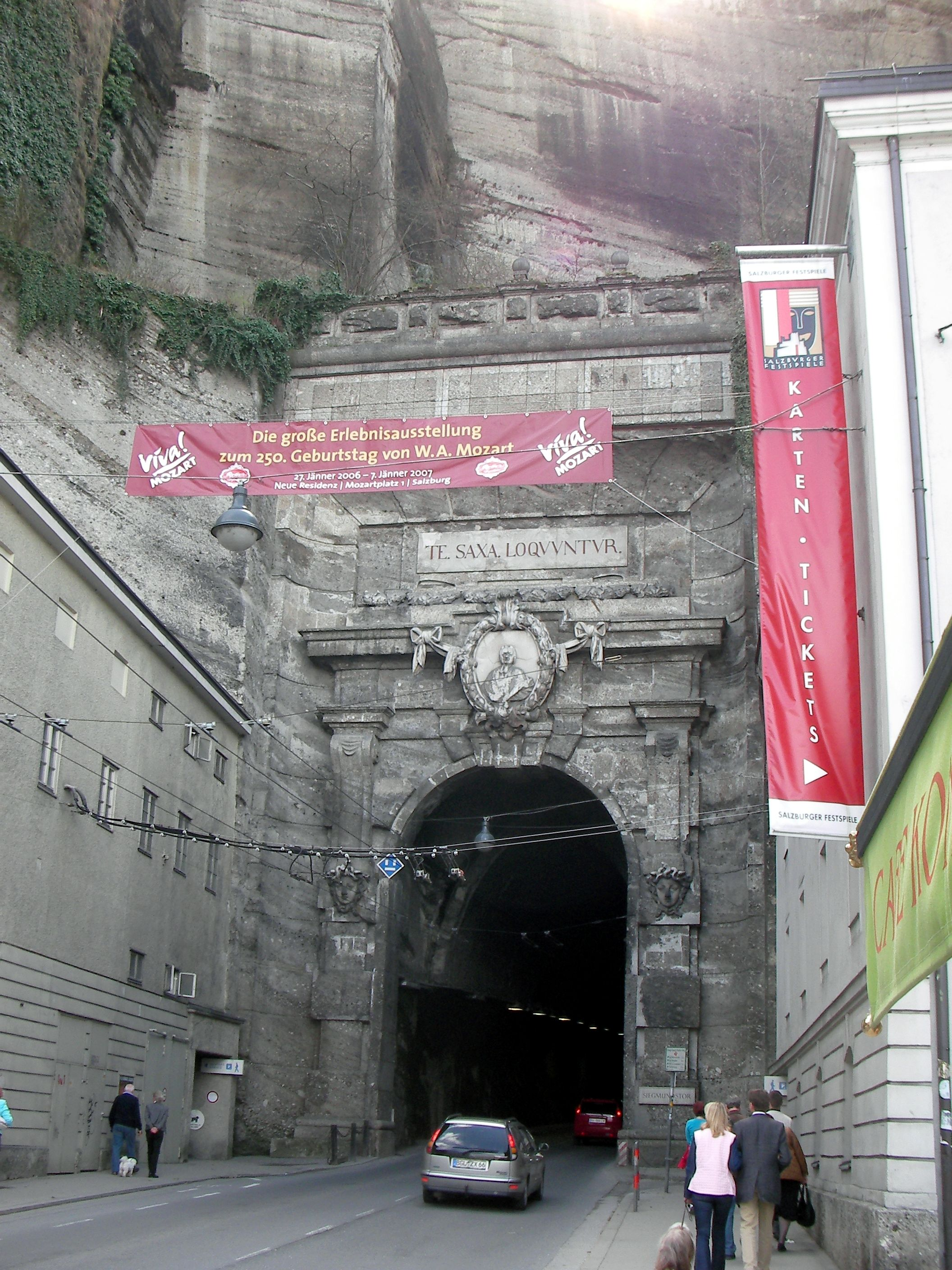
Sigmundstor, intrarea dinspre est

Săpate în pereții de stâncă de deasupra Cimitirului Sf. Petru se află chilii creștine timpurii, numite Katakomben (catacombe), datând din preajma anului 700 și care nu au fost însă niciodată locuri de înmormântare.
Deja din perioada 1137-1143 arhiepiscopul de Salzburg a construit prin munte ramura Stiftsarm a canalului Almkanal, în scopul de a aduce apele în oraș. Acest sistem timpuriu de galerii poate fi vizitat în timpul sărbătorii Almabkehr ce are loc anual în luna septembrie.
Poarta orășenească Sigmundstor (colocvial Neutor), un tunel lung de 131 m cu portaluri elaborate în stil baroc, a fost construită prin munte în anii 1764-1766, la porunca arhiepiscopului Sigismund von Schrattenbach; el este astăzi unul dintre cele mai vechi tuneluri stradale din Europa Centrală. În timpul celui de-al doilea război mondial au fost construite în munte mari adăposturi antiaeriene. După 1970 unele dintre acestea au fost lărgite și s-a amenajat o parcare subterană pentru mai mult de 1400 de vehicule.

## Mönchsberg în prezent
Platoul Mönchsberg conține o mică suprafață de pădure și de pajiști și este, prin urmare, o populară zonă de recreere pentru locuitorii din Salzburg și pentru turiștii aflați în oraș. Printre castelele construite pe Mönchsberg sunt următoarele:
- Johannesschlössl, reconstruit de arhiepiscopul Wolf Dietrich Raitenau în jurul anului 1590; începând din 1926 el este o casă de oaspeți a ordinului catolic al călugărilor palotini.
- Castelul arhiepiscopal Marketenderschlössl, deținut tot de palotini și devenit din 1960 un centru de studiu condus de University of Redlands, California
- Castelul Mönchstein, deținut anterior de Universitatea din Salzburg; începând din 1948 este hotel.
- Kupelwieserschlössl, unde a locuit în perioada 1979-1988 scriitorul austriac Peter Handke. El a descris o plimbare pe Mönchsberg în nuvela sa Nachmittag eines Schriftstellers („După-amiaza unui scriitor”).

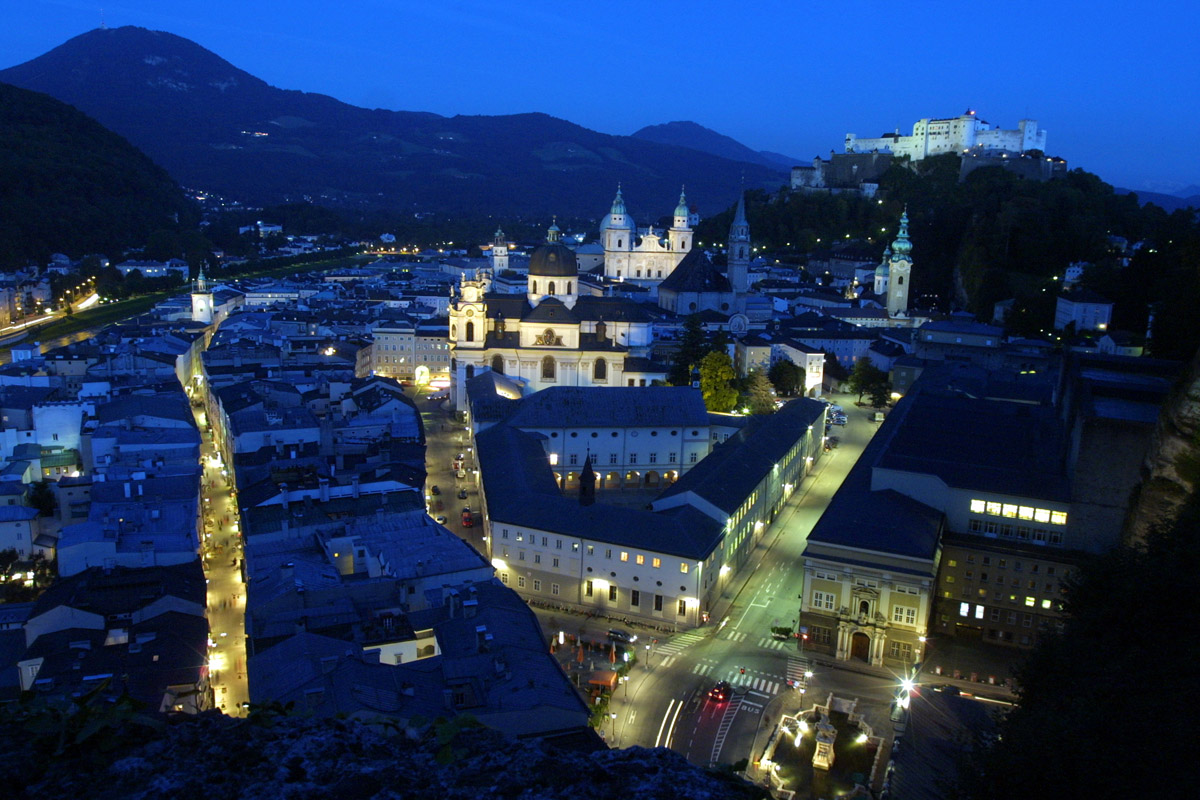
Vedere de pe Mönchsberg asupra oraşului vechi şi a castelului Hohensalzburg

În plus, fortificațiile istorice oferă mai multe vederi panoramice asupra orașului, spre Untersberg, Alpii Berchtesgaden și munții Salzkammergut:
- Richterhöhe, care oferă o perspectivă excelentă asupra părții de sud a orașului și a lanțului muntos al Alpilor din spatele lui. Construcțiile fortului au fost pentru prima dată menționate documentar în 1278. Principele-arhiepiscop Paris von Lodron le-a consolidat în timpul Războiului de Treizeci de Ani.
- Bürgerwehr a fost fondat pe la 1487/1488 cu 4 turnuri ca parte a zidurilor orașului și a fost prelungit cu încă 4 turnuri după 1500.
- Müllner Schanze cu turnurile sale de apărare Augustinerpforte și Monikapforte au fost construite de către arhiepiscopul Paris von Lodron în anii 1621-1644 ca o cetate în trei etape și au reprezentat o parte din zidul orașului nou.
- Humboldtterrasse, o structură fortificată construită tot în timpul lui  Paris von Lodron, oferă o panoramă unică spre orașul vechi din Salzburg. Ea a fost inițial denumită Klausenkavalier, iar astăzi este numită după Alexander von Humboldt, care ar fi numit o dată orașele Salzburg, Napoli și Constantinopol drept „cele mai frumoase de pe pământ”.
- Vârful muntelui Mönchsberg este începând din anul 2004 cea de-a doua locație a Muzeului de Artă Modernă din Salzburg. El a fost anterior locul unde s-au aflat Grand Café Winkler, un restaurant popular, și Salzburg Casino. Începând din 1890 vizitatorii pot ajunge acolo cu un lift ce urcă prin munte. Terasă panoramică adiacentă muzeului este un loc mult vizitat, oferind o vedere asupra întregului oraș vechi.

Nu doar ca urmare a șederii aici a lui Peter Handke, Mönchsberg este frecvent numit „muntele scriitorilor”: el joacă un rol important în lucrarea autobiografică a lui Thomas Bernhard, dar adesea nu într-un sens pozitiv. El este privit ca „muntele sinuciderii”. Autorul austriac Gerhard Amanshauser s-a aflat și el printre locuitorii de pe muntele Mönchsberg. În autobiografia sa „as a barbarian in the Prater” Mönchsberg și Festungsberg joacă un rol important.

## Munți din Salzburg
Ceilalți munți din Salzburg sunt:
- Kapuzinerberg
- Rainberg
- Festungsberg
- Hellbrunner Berg